# 寶船
寶船（たからぶね、英語: TAKARABUNE）は、東京都を拠点に活動する日本のプロ阿波踊りパフォーマンス集団。
阿波踊りの本場･徳島県出身の米澤曜（あきら）を中心に、1995年に結成。
2012年10月にマネージメント・プロダクション部門を法人化し、一般社団法人アプチーズ・エンタープライズを設立。2024年4月、年々大きくなるジャパンカルチャーの世界への影響力を感じ、エンターテイメント企業として活動を加速させるべく、寶船を運営する新会社「株式会社アプチーズ」を設立した。

## 概要
- 阿波踊りを主軸に、新たな日本芸能の可能性に挑む「NEO阿波踊りエンターテインメント集団」。
- 阿波踊りの本場、徳島県出身の米澤曜が主宰となり、1995年に芸能として本格的な阿波踊りを目指すべく東京都で発足[1]。
- 2012年にマネージメント・プロダクション部門をアプチーズとして法人化し、日本唯一のプロ阿波踊りグループとなる。以後、芸能プロダクションとして寶船のマネージメント・広報・企画制作などの業務をセルフ・プロデュースで行っている。
- 2011年に初の海外進出、2014年に初となる世界ツアーを実現し、2024年4月までに世界23カ国69都市に活動を展開。国内外で年間約300ステージに出演するまでに成長[3]。現在は世界最大級のフェスティバルへ招致を受けるなど、全世界から数多くのオファーが後を絶たず、海外公演と国内公演の両立を果たしている[1][3]。

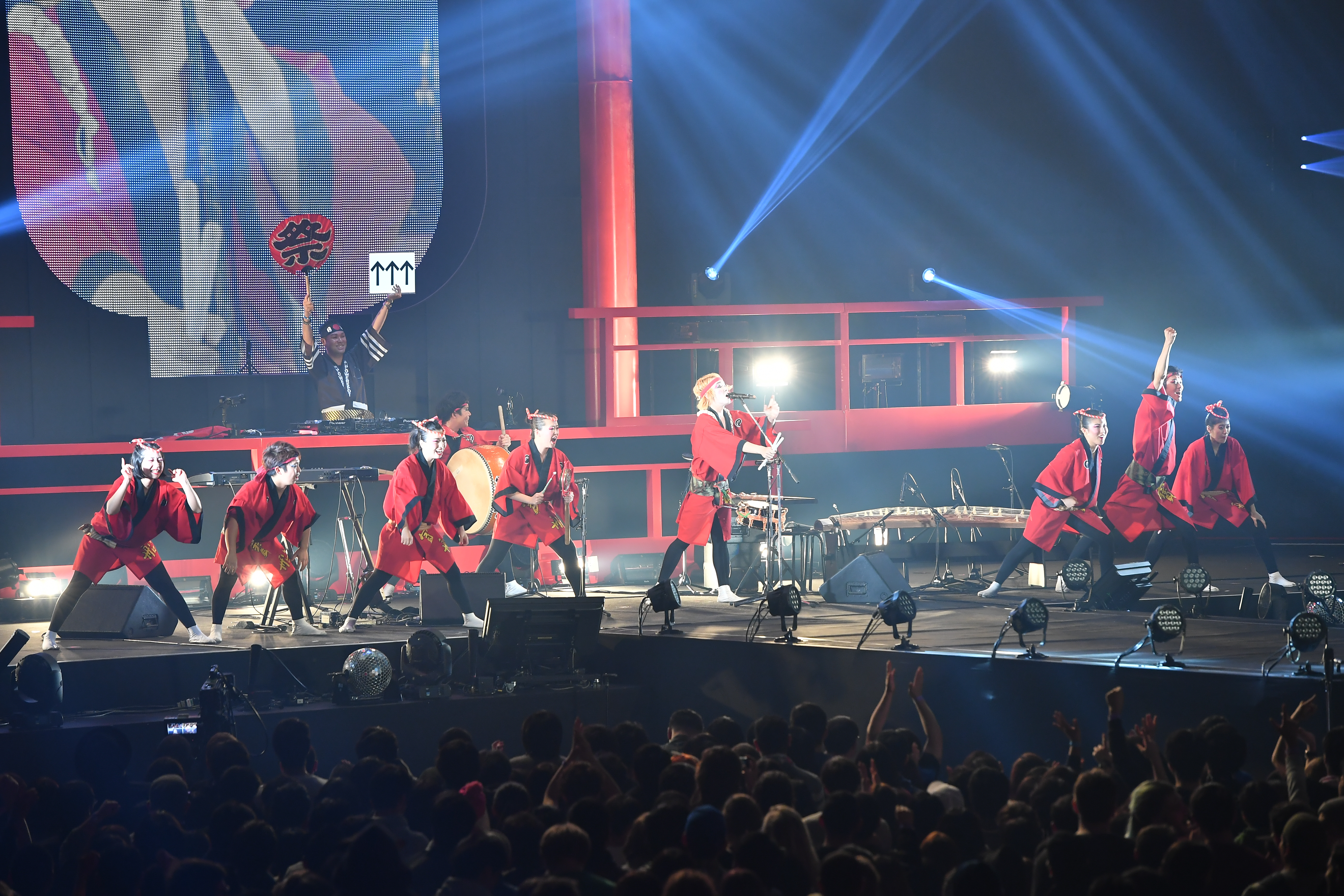
「もしもしにっぽんフェスティバル2016」にて、DAISHI DANCEとのコラボステージ

- 各所で行われる阿波踊り大会の出場だけでなく、劇場やライブハウス、フェスでの公演など、「阿波踊り」という枠を超えた活動を特徴とする[5]。
- 著名なアーティストとのコラボレーションも精力的に行っており、ナインティナインの岡村隆史、TRFのDJ KOO、元・光GENJIの諸星和己、鈴木亜美、MAX、DAISHI DANCE、DJダイノジ、FISHBOYなどとのスペシャルステージが実現している[4]。
- 2018年より組織形態を、プロメンバーの「BONVO（ボンボ）」・セミプロメンバーの「KNOT（ノット）」・一般メンバーの「CREW（クルー）」という階層に分けて活動している。
- 熱く激しい踊りと、複雑で斬新な振付が特徴。
- 踊り手と鳴り物を区別せず、全員が踊りと鳴り物を行う。時には踊りと鳴り物を交換するところまでを振付として見せることもある。
- 俗に「女踊り」と呼ばれる鳥追い笠を被った踊り手はなく、全員が男踊り。

## 略歴
1995年
- 4月 - 阿波踊りの本場・徳島県出身の連長の元、東京で発足。[1][3]

2001年
- 8月 - インターネット博覧会のパビリオンの一環として徳島で実施された「インパク連」に招待され、出演。

2002年
- 初の自主公演、「阿波芝居」を開催。

2009年
- 10月 - 本格的な単独公演としては初となった「少年は天才になった」を、阿波踊り団体としては異例のライブハウスで開催。
  - チケットは即日ソールドアウト。以後、阿波踊りと演劇をクロスオーバーさせたオリジナルの舞台を定期的に上演している。

2010年
- 3月 - 第2回単独公演「凍りつきそうな夢」を開催。
- 10月 - 第3回単独公演「宝が宝がやってきた」を開催。

2011年
- 3月 - 初の海外進出。ハワイ・ホノルルにて開催された「Honolulu Festival」に出演。大トリを飾る。
- 5月 - 第4回単独公演「喜び方がたりない」を開催。
- 10月 - 第5回単独公演「ひとつの約束」を開催。

2012年
- 5月 - 第6回単独公演「安らかなる選択」を開催。
- 9月 - 第7回単独劇場公演「門は開かれ」を開催。
- 10月 - 運営・マネージメント部門を「アプチーズ・エンタープライズ」として法人化。プロ阿波踊り集団として活動を開始。

2013年
- 5月 - 第8回単独劇場公演「真実の証」を開催。また初めて大阪でも劇場単独公演を実施。
- 8月 - 徳島を皮切りに、大阪・京都を巡る関西ツアーを実施。
- 10月 - 第9回単独劇場公演「幸せの種」を、東京・大阪の2大都市で開催。
- 長野県駒ヶ根市に、寶船専用サテライトハウス「タカラビレッジ」をオープン。

2014年
- 初のワールドツアー開催。インド・アメリカ・フランス・香港を回る。 
  - 海外初の単独公演をニューヨークで開催。パリでは世界最大の日本の祭典「Japan Expo」へ初出演。
  - 初のJapan Expo出演のためのクラウドファンディング『若者6人の挑戦！阿波踊りを通じて日本の魅力をパリに届けたい！』は、111万円を越える支援を集め成立。
- 11月 - 第10回単独劇場公演「純粋な意図」を、東京・大阪の2大都市で開催。
- 12月 - 日本PRのCM作品『日本の若さが世界を変える』に出演し、「my Japan Award 2014」にて《箭内道彦賞》を受賞。[6]

2015年
- アメリカ・フランス・イギリス・香港でのツアーを実施。
- 8月 - 阿波踊りの本場・徳島で、初の単独公演を開催。ソールドアウトとなり、大成功を収めた。

2016年
- アメリカ・ドイツ・フランス・香港・台湾・カナダ・中国での公演を実施。
- 3月 - 第11回単独劇場公演『キセキ×キセキ』を座・高円寺にて開催。
- 11月 - 東京体育館で開催された『もしもしにっぽん FESTIVAL』のメインステージにて、「DAISHI DANCE」と「Pax Japonica Groove」とスペシャルコラボステージを披露。

2017年
- スリランカ・アメリカ・ドイツ・フランス・イギリス・香港・スペイン・イタリアでのツアーを実施。
- 1月 - 全16公演に及ぶ、大規模なスリランカツアーを開催。
- 7月 - 東京大学安田講堂で開催された世界的なカンファレンス、「TEDx」にスピーカー兼パフォーマーとして登壇。[7]
- 10月 - 外務省の機関である国際交流基金の協力のもと、フランス・スペイン・イタリアを巡るヨーロッパツアーを実施。

2018年
- アメリカ・スイス・メキシコ・イタリア・フランスでのツアーを実施。
- 3月 - アメリカ大陸を車で横断し、全米各地でパフォーマンスを披露する異例のプロジェクト「ACROSS AMERICA」を実施。
  - 走行距離1万キロを越える大規模なツアーを成功させた。[8][9]
  - このプロジェクトのためのクラウドファンディング『阿波踊りでアメリカ横断！？踊る阿呆が世界を変える！』は、156万円を越える支援を集め成立。
- 4月 - 東京都武蔵野市の観光機構親善大使に就任。[10]

2019年
- ドイツ・アメリカ・スイス・フランス・カナダ・イタリア・フランス・UAEでのツアーを実施。
- 1月 - 世界的ダンスユニット「Hilty & Bosch」と、ロサンゼルスの有名劇場「El Rey Theatre」にて『AWA HOP』を開催。
- 4月 - 6秒の短尺動画メディア「6秒商店」にて、『マジカル阿波踊り』として取り上げられ、95万回を越える再生数を記録。
- 10月 - 万博記念公園で開催された『JAPAN FESTIVAL COLLECTION IN OSAKA～祭りの祭り～』にて、「諸星和己」や「岡村隆史」、「鈴木亜美」とコラボステージを披露。

## 阿波踊りとの由縁
徳島出身の連長である米澤曜の曽祖父は、関西歌舞伎で活躍した市川寿三郎（本名、米澤廣之助）。市川寿三郎は、徳島花柳界に阿波踊りを取り入れるなど阿波踊りの振興に寄与した人物で、徳島で最も有名で華やかな花町、富田町の検番の頭取を務め、「丁子」という料亭を数件経営していた（戦中に焼失したため現在はない）。
市川寿三郎は「阿波踊りの名付け親」と言われる林鼓浪や、阿波よしこの節の名手、多田小餘綾（通称･お鯉さん）などと深い親交があった。
若き日のお鯉さんが日本コロムビアの担当者に初めてその美声を聞かせ契約を取り付けたのが、米澤曜の実家であり寿三郎の経営していた料亭「上丁字」である。
そのレコード「徳島盆踊唄」の発売が阿波踊りを一躍全国に知らしめたきっかけになったことから、阿波踊りが日本中に広まった原点であり米澤曜の家紋でもある「丁子」の紋を、寶船はシンボルマークとしている。

## 公演実績

### 海外
2011年
- Honolulu Festival 2011 - アメリカ（ホノルル）

2014年
- Cool Japan Festival 2014[11] - インド（ムンバイ）
- Sakura Matsuri 2014 - アメリカ（ニューヨーク）
- Japan Expo 2014 - フランス（パリ）
- 夏祭！面白祭 2014 - 香港（九龍）

2015年
- Sakura Matsuri 2015 - アメリカ（ニューヨーク）
- C’est bon le Japon 2015[12] - フランス（パリ）
- Japan Expo 2015[13] - フランス（パリ）
- Hyper Japan 2015[14] - イギリス（ロンドン）
- 夏祭！面白祭 2015 - 香港（九龍）

2016年
- Sakura Matsuri 2016 - アメリカ（ニューヨーク）
- ヨーロッパツアー - ドイツ（ベルリン）・フランス（パリ）・イタリア（ローマ）
- Japan Expo 2016 - フランス（パリ）
- 香港・台湾ツアー - 香港（九龍）・台湾（台北）
- 夏祭！面白祭 2016 - 香港（九龍）
- ハワイツアー - アメリカ（ホノルル）
- KIMONO DISCOVERY in Toronto ~WA!i WA!i JAPAN~[15][16] - カナダ（トロント）
- 中国ツアー - 中国（北京）

2017年
- スリランカツアー - スリランカ（コロンボ）
- JAPAN EXPO premier SRI LANKA 2017[17] - スリランカ（コロンボ）
- アメリカツアー - アメリカ（サンフランシスコ・シカゴ・ニューヨーク）
- Northern California Cherry Blossom Festival 2017 - アメリカ（サンフランシスコ）
- JAPAN Fes. at Manhattan - アメリカ（ニューヨーク）
- JAPAN Fes. at Brooklyn - アメリカ（ニューヨーク）
- Sakura Matsuri 2017 - アメリカ（ニューヨーク）
- ヨーロッパツアー - ドイツ（ベルリン）・フランス（パリ）・イギリス（ロンドン）
- Japan Expo 2017 - フランス（パリ）
- 香港ツアー - 香港（九龍）
- ヨーロッパツアー - ドイツ（ベルリン）・フランス（パリ）・スペイン（バルセロナ）・イタリア（ルッカ）・イタリア（ローマ）[18]・スペイン（セビリア）[19]
- Salon du Chocolat Paris 2017 - フランス（パリ）
- Salón del Manga de Barcelona 2017[20] - スペイン（バルセロナ）
- Lucca Comics & Games 2017[21] - イタリア（ルッカ）
- II Semana Cultural del Japón en Sevilla 2017 - スペイン（セビリア）

2018年
- アメリカ大陸横断ツアー「ACROSS AMERICA」[8][9] - アメリカ（アリゾナ・ユタ・ニューメキシコ・ブレナム・ベルビル・アーカンソー・ファイエットビル・ピッツバーグ・セントルイス・コロンバス・ニューヨーク）
- Japan Matsuri 2018[22][23] - スイス（ベリンツォーナ）
- Japan Festival Houston 2018[24][25] - アメリカ（ヒューストン）
- メキシコツアー[26] - メキシコ（クエルナバカ）
- JapAniManga Night 2018[27] - スイス（ダボス）
- Etna Comics 2018[28] - イタリア（カターニア）
- Japan Expo 2018[29][30] - フランス（パリ）

2019年
- ベルリンツアー - ドイツ（ベルリン）
- Japan Festival Berlin 2019 - ドイツ（ベルリン）
- ロサンゼルスツアー - アメリカ（ロサンゼルス）
- グレンデール桜祭り 2019 - アメリカ（ロサンゼルス）
- AWA HOP（TAKARABUNE×Hilty&Bosch）at El Ray Theatre - アメリカ（ロサンゼルス）
- ヨーロッパツアー - スイス（ベリンツォーナ）・フランス（パリ）・イタリア（ミラノ）
- Japan Matsuri 2019 - スイス（ベリンツォーナ）
- CARNAVAL "Le Japon" - フランス（パリ）
- ソー市阿波踊り大会 - フランス（パリ）
- アメリカ・カナダツアー - アメリカ（ニューヨーク・コロンバス）・カナダ（トロント）
- JAPAN Fes.  - アメリカ（ニューヨーク）
- Asian Festival 2019 - アメリカ（コロンバス）
- Japan Expo 2019 - フランス（パリ）[31]
- ホリエモン祭り in Paris - フランス（パリ）
- ADIHEX 2019 - アラブ首長国連邦（アブダビ）

## 主な出演

### イベント・フェスティバル
2011年
- Honolulu Festival 2011（ハワイ/ホノルル）

2014年
- Cool Japan Festival 2014（インド/ムンバイ）[11]
- Sakura Matsuri 2014（アメリカ/ニューヨーク）
- Japan Expo 2014（フランス/パリ）
- 夏祭！面白祭 2014（香港/九龍）

2015年
- Sakura Matsuri 2015（アメリカ/ニューヨーク）
- C’est bon le Japon 2015（フランス/パリ）[12]
- Japan Expo 2015（フランス/パリ）[13]
- HYPER JAPAN 2015（イギリス/ロンドン）[14]
- 夏祭！面白祭 2015（香港/九龍）
- ツーリズムEXPOジャパン 2015（東京ビッグサイト）

2016年
- すごい豆まき 2016（品川プリンス ステラボール）[32]
- Sakura Matsuri 2016（アメリカ/ニューヨーク）
- Japan Expo 2016（フランス/パリ）
- 夏祭！面白祭 2016（香港/九龍）
- 真夏のハロウィン OBAKEの仮装しnight〜地獄篇〜（原宿KAWAII MONSTER CAFE）[33]
- KIMONO DISCOVERY in Toronto ~WA!i WA!i JAPAN~（カナダ/トロント）[15][16]
- ツーリズムEXPOジャパン 2016（東京ビッグサイト）
- ダボス会議 アフターパーティー（東京）
- MOSHI MOSHI NIPPON FESTIVAL 2016（東京体育館）[34]

2017年
- JAPAN EXPO premier SRI LANKA 2017（スリランカ/コロンボ）[17]
- Northern California Cherry Blossom Festival 2017
- JAPAN Fes. （アメリカ/ニューヨーク）
- Sakura Matsuri 2017（アメリカ/ニューヨーク）
- Japan Expo 2017（フランス/パリ）
- TEDxUTokyo（東京大学安田講堂）[7]
- 泡フェス祭HIROSHIMA2017（広島/呉）
- 泡フェス祭SHIZUOKA2017（静岡/清水）
- Salon du Chocolat Paris 2017（フランス/パリ）
- Salón del Manga de Barcelona 2017（スペイン/バルセロナ）[20]
- Lucca Comics & Games 2017（イタリア/ルッカ）[21]
- II Semana Cultural del Japón en Sevilla 2017（スペイン/セビリア）

2018年
- 三十路祭り（渋谷ヒカリエ）[35]
- MOSHI MOSHI NIPPON FESTIVAL 2018（東京/原宿）[36]
- Japan Matsuri 2018（スイス/ベリンツォーナ）[22][23]
- Japan Festival Houston 2018（アメリカ/ヒューストン）[24][25]
- JapAniManga Night 2018（スイス/ダボス）[27]
- Etna Comics 2018（イタリア/カターニア）[28]
- Japan Expo 2018（フランス/パリ）[29][30]
- BLUE FES TOKUSHIMA 2018（徳島県小松海岸）
- 泡フェス祭 -OSAKA BON 2018-（大阪城野外音楽堂）
- ホリエモン万博 大阪秋祭り 節分まつり（近畿大学）
- 旅祭2018（幕張海浜公園）

2019年
- YOU MAKE SHIBUYA COUNTDOWN 2018-2019（渋谷109）[37]
- Japan Festival Berlin 2019（ドイツ/ベルリン）
- ホリエモン万博 節分まつり（東京タワー）[38]
- Japan Matsuri 2019（スイス/ベリンツォーナ）
- CARNAVAL "Le Japon"（フランス/ガルジュ＝レ＝ゴネス）
- ソー市阿波踊り大会（フランス/ソー）
- JAPAN Fes. （アメリカ/ニューヨーク）
- Asian Festival 2019（アメリカ/コロンバス）
- Japan Expo 2019（フランス/パリ）
- ホリエモン祭 in Paris（フランス/パリ）
- ファンファンスプラッシュ 2019（神奈川/八景島）
- 泡踊りフェス in THE PACIFIC HARBOR 2019（徳島）
- BLUE FES TOKUSHIMA 2019（徳島県小松海岸）
- ADIHEX 2019（UAE/アブダビ）
- PEACE DAY 19（幕張海浜公園）
- JAPAN FESTIVAL COLLECTION IN OSAKA ～祭りの祭り～（大阪万博記念公園）

## テレビ
- テレビ東京「セサミストリート」（2007年）
- フジテレビ「にじいろジーン」（2014年）
- 日本テレビ「ネプ&イモトの世界番付」（2015年）
- テレビ東京「YOUは何しに日本へ」（2015年）
- NHK BS1「WHK 私たちが本気で殻を破るTV」（2018年）
- テレビ朝日「スーパーJチャンネル」（2018年）
- AbemaTV「全日本パリピ選手権」（2018年）
- テレビ東京「出没!アド街ック天国」（2019年）
- フジテレビ「ノンストップ!」（2020年）
- フジテレビ「日曜報道 THE PRIME」（2020年8月）
- フジテレビ「Live News イット!」（2021年11月）
- 日本テレビ「ヒルナンデス!」（2022年9月）
- フジテレビ「もしもツアーズ」（2022年9月）
- 日本テレビ「ヒルナンデス!」（2022年10月）
- TBSテレビ「CDTVライブ!ライブ!梅雨を吹き飛ばす！元気が出る歌 3時間スペシャル」（2022年6月）
- TBS「CDTVライブ!ライブ!クリスマス4時間スペシャル♪」（2022年12月）
- TBS「CDTVライブ!ライブ!年越しスペシャル2022→2023」（2023年1月）
- BSJapanext「OCHA NORMAの お茶の間さまの言うとおり」（2023年2月）※2週連続

## CM・広告
- アサヒ飲料「三ツ矢サイダー」TVCM（2017年）

## 楽曲
- T-STONE 「騒 ~ZOMEKI~ feat. 寶船」（2022年7月1日）

## 舞台作品
- 第一回公演「少年は天才になった」（2009年10月）
- 第二回公演「凍りつきそうな夢」（2010年3月）
- 第三回公演「宝が宝がやってきた」（2010年10月）
- 第四回公演「喜び方がたりない」（2011年5月）
- 第五回公演「ひとつの約束」（2011年10月）
- 第六回公演「安らかなる選択」（2012年5月）
- 第七回公演「門は開かれ」（2012年9月）
- 第八回公演「真実の証」（2013年5月）
- 第九回公演「幸せの種」（2013年10月）
- 第十回公演「純粋な意図」（2014年11月）
- 第十一回公演「キセキ×キセキ」（2016年3月）